# John Thomas Graves
John Thomas Graves irski matematik in pravnik, * 1806, Irska,  † ?  1870.
Odkril je oktonione, ki jih je imenoval oktave . Vzpodbudil je tudi svojega prijatelja irskega matematika, fizika in astronoma Williama Rowana Hamiltona (1805 – 1865) k odkritju kvaternionov.